# Chris Kirkland
Christopher Edmund "Chris" Kirkland (født 2. maj 1981 i Barwell, England) er en engelsk tidligere fodboldspiller, der spillede som målmand. Gennem karrieren repræsenterede han adskillige klubber i England, blandt andet Coventry, Liverpool og Wigan.
I sin tid hos Liverpool F.C. var Kirkland i 2003 med til at vinde Carling Cuppen.

## Landshold
Kirkland spillede i 2006 en enkelt kamp for Englands landshold. Kampen faldt i august 2006 i et opgør mod Grækenland. Derudover har han også spillet flere kampe for landets U-21 hold.

## Titler
Carling Cup
- 2003 med Liverpool F.C.